# Abu Sahl 'Isa ibn Yahya al-Masihi
Abū Sahl 'Īsā ibn Yahyā al-Masīḥī al-Jurjānī est un médecin, astronome et philosophe persan, chrétien de l'Église jacobite, né à Gorgan vers 970, mort en 1010 dans le Tabarestan. Il enseigna la médecine au jeune Avicenne.

## Biographie
Après avoir étudié la médecine vraisemblablement à Bagdad, il passa une grande partie de sa courte existence au service des princes du Khorasan et du Khwarezm. Il fut le contemporain, dans la même région, d'al-Biruni, à qui il dédia une douzaine de traités, et d'Avicenne, qui fut son disciple en médecine et qui lui dédia une Épître sur l'angle. Bien que chrétien jacobite, il ne fréquentait pas les églises et accomplissait les rites seul chez lui. En 1010, un certain nombre de savants, dont Abū Sahl et Avicenne, furent convoqués par le prince al-Maḥmūd de Ghazna sur l'accusation d'hérésie ; tous s'enfuirent sans se rendre à la convocation, mais Abū Sahl, qui s'enfuyait avec Avicenne, disparut au cours d'une tempête de sable dans le Tabarestan.

## Œuvre
Alors qu'il n'était sans doute pas arabophone de naissance, et qu'il a dû rédiger une partie de son œuvre en syriaque (par exemple son Traité sur l'âme selon Gérard Troupeau), Ibn Abi Usaybi'a insiste sur sa parfaite maîtrise de la langue arabe. Son ouvrage majeur en médecine s'intitule Le livre des cent questions en médecine. Il s'agit d'un traité complet de médecine, un kunnash, présentant l'art médical en cent chapitres, destiné aussi bien aux étudiants qu'aux praticiens déjà installés. Dans une longue introduction, l'auteur expose sa conception d'une médecine « scientifique », science rationnelle se démarquant de l'empirisme, à une époque où les médecins étaient dénigrés en Perse à cause de leur relative impuissance à guérir les maladies. À en juger par le nombre important de manuscrits conservés, cet ouvrage semble avoir été très répandu dans le monde arabe. Il a été commenté, entre autres, par Amin al-Dawla ibn al-Tilmidh.
Abū Sahl est l'auteur de plusieurs autres ouvrages médicaux dont : un Traité général sur la médecine (Kitāb al-ṭibb al-kullī), en 39 chapitres sur les principes fondamentaux de la médecine ; un Kitāb iẓhar ḥikmat Allāh ta'ālā fi khalḳ al-inṣan, consacré à la physiologie des organes humains et leur signification dans le dessein de Dieu, dans une perspective téléologique ; un Livre de la physique ; un Livre des épidémies ; un Discours sur la variole ; un Discours sur le pouls. En astronomie, il est l'auteur d'un Résumé de l'Almageste. Il a également écrit sur la géométrie, sur la « psychologie » (le Traité sur l'âme) et sur l'interprétation des rêves.